# Idaea scintillularia
Idaea scintillularia là một loài bướm đêm trong họ Geometridae.